# Генфордський комплекс

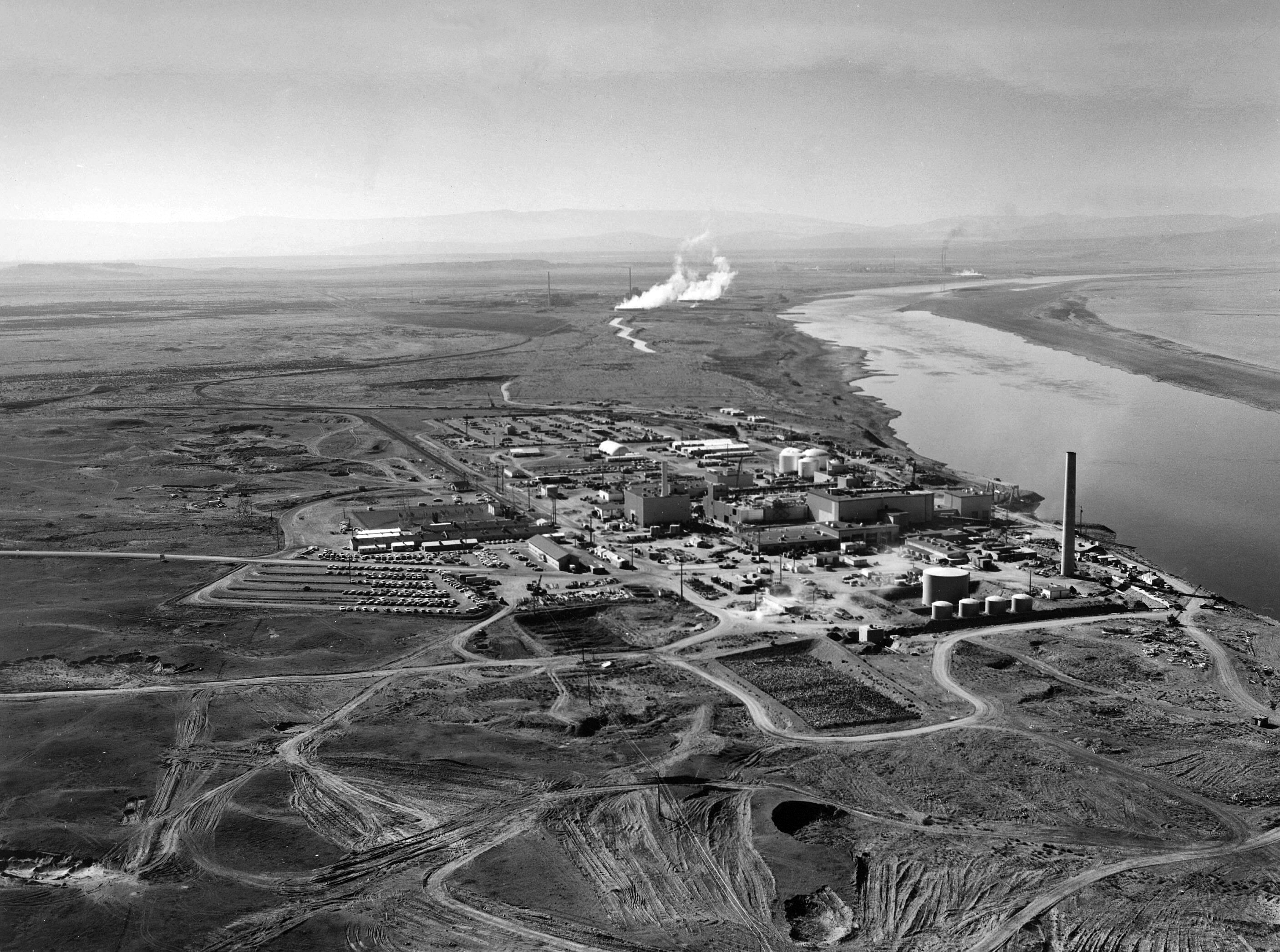
Ядерні реактори, розташовані вздовж річки Хенфорд уздовж річки Колумбія в січні 1960 року. На передньому плані знаходиться Реактор N, на задньому плані — його близнюки KE і KW. Здалеку видно історичний реактор B, перший у світі реактор для виробництва плутонію.

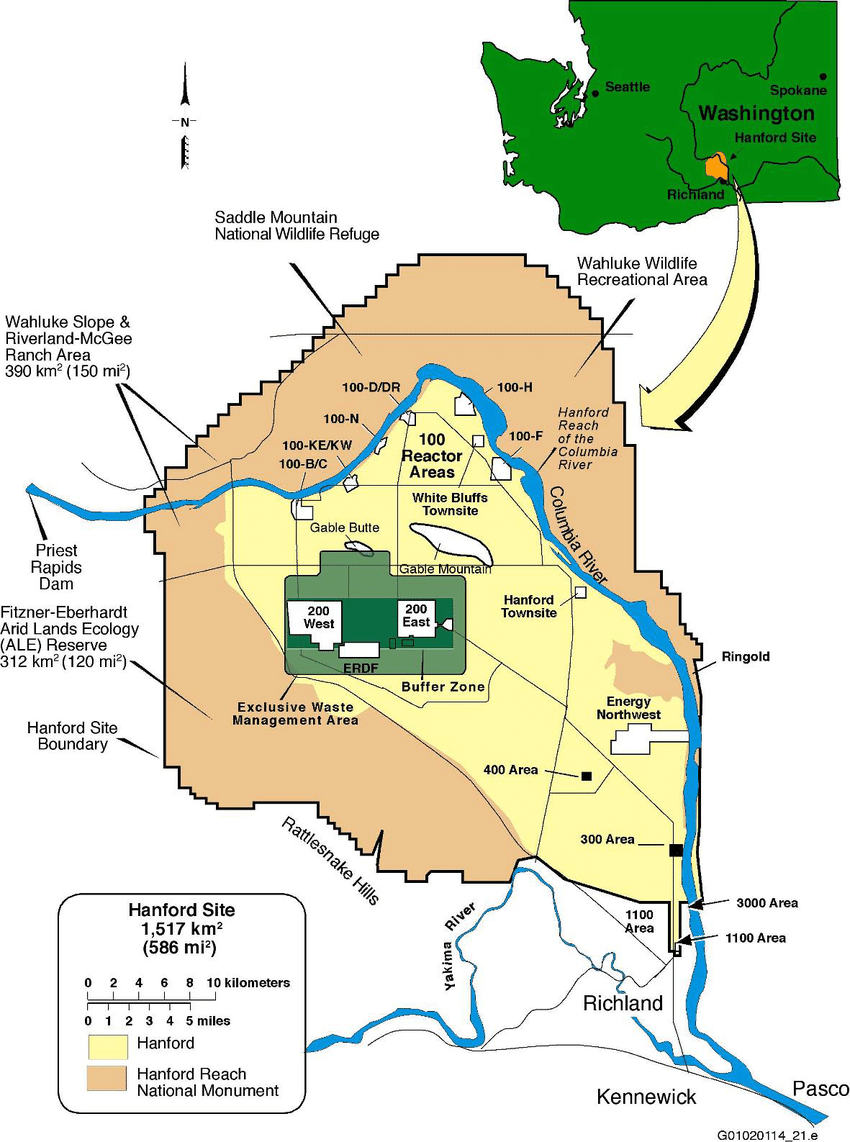
Основні території Генфордського комплексу, а також буферна зона, яка була передана Національному пам'ятнику Генфорд Річ у 2000 році

Генфордський комплекс (англ. Hanford Site) — виведений з експлуатації ядерний виробничий комплекс у США. Він також був відомий як Комплекс W (англ. Site W) і Генфордська ядерна резервація (англ. Hanford Nuclear Reservation). Був заснований у 1943 році в рамках Манхеттенського проекту і розташувався на річці Колумбія в окрузі Бентон, штат Вашингтон. На цьому місці розташовуввся Реактор B, перший у світі реактор для промислового виробництва плутонію. Вироблений тут плутоній використовувався в першій атомній бомбі, яка була випробувана під час ядерних випробувань Трініті, і в бомбі Товстун, використаній під час бомбардування Нагасакі.
У роки холодної війни комплекс неодноразово розширювався і в результаті включав дев'ять ядерних реакторів і п'ять ліній хімічної сепарації, які за 40 років експлуатації виробили близько 57 тонн плутонію — понад дві третини всього плутонію, виробленого урядом США. Багато важливих відкриттів у галузі виробництва радіоактивних матеріалів було зроблено саме тут. Однак запобіжні заходи, що застосовувалися на ранніх етапах виробництва, а також способи утилізації радіоактивних відходів того часу були недостатньо надійними. Офіційні документи, опубліковані урядом США, підтверджують факти скидання значних кількостей радіоактивних матеріалів в атмосферу та води річки Колумбія, що спричинило негативні наслідки для населення та стану місцевих екосистем.
Після закінчення холодної війни виробництво плутонію на підприємстві було згорнуте, однак у результаті виробничого процесу залишилося 204 тис. м³ високоактивних відходів, що знаходяться на території комплексу. Це становить близько двох третин від обсягу всіх радіоактивних відходів на території США. В теперішній час Генфордський комплекс є найбільшим у США місцем поховання радіоактивних відходів. Хоча основна діяльність на території комплексу стосується збереження відходів, тут також розташована АЕС Колумбія, що належить компанії «Energy Northwest», та низка науково-дослідних організацій, таких як Тихоокеанська північно-західна національна лабораторія та обсерваторія LIGO.